# Odón Alonso
Odón Alonso Ordás (* 28. Februar 1925 in La Bañeza, Provinz León; † 21. Februar 2011 in Madrid) war ein spanischer Dirigent und gelegentlicher Komponist von Filmmusik.
Alonso studierte in Madrid, Siena, Salzburg und Wien. Erste Aufgaben als Dirigent lagen 1952 bis 1956 in der Leitung des Orchesters und Chores des spanischen Nationalradios. 1960 übernahm er das philharmonische Orchester Madrid, mit dem er zahlreiche anspruchsvolle Werke aufführte; von 1968 bis 1984 leitete er das Sinfonieorchester des Spanischen Rundfunks („Orquesta Sinfónica de Radio Televisión Española“). 1986 bis 1994 dirigierte er das Sinfonieorchester von Puerto Rico.
Als Komponist war er für einige Filmmusiken verantwortlich.

## Filmografie
- 1954: Der Coyote (El coyote)
- 1956: Die Rache des Coyoten (La justicia del Coyote)
- 1956: Viaje de novios
- 1957: Fulano y Mengano
- 1968: Residencia para espías